# 普拉纳蒂纳
普拉纳蒂纳是巴西戈亚斯州的一个市镇。总面积2539.113平方公里，总人口100240人，人口密度39.5人/平方公里。